# Черкаси-2 (мікрорайон)
Черка́си-2 — грандіозний проект будівництва нового мікрорайону міста Черкаси, розроблений у 1970-ті років, але заморожений через нестачу коштів.
У другій половині 1970-их років Черкаси стали одним з тих обласних центрів України, який мав найвищі темпи зростання кількості населення. У цей час був започаткований проект зі зведення найбільшого у місті мікрорайонів — Черкаси-2. У випадку успішної реалізації та стрімкого зростання мікрорайон у подальшому мав перетворитись на окреме місто з оціночною кількість мешканців — 120–180 тисяч осіб. Серйозність проекту слідувало внесення його 1984 року до Генерального плану розвитку міста, затвердженому постановою Ради міністрів УРСР.
Будівництво мікрорайону планувалось на намивних островах у трикутнику Панське-Чапаєвка-Чехівка праворуч від Черкаської дамби. Проект міста-супутника розроблявся в інституті Діпромісто, державній установі, яка займалась проектуванням міст. Мікрорайон з містом мав з'єднати новий і великий міст, будівництво якого розроблялось у «Київсоюздорпроекті».
Згідно з проектом новий міст мав би бути продовженням вулиці Грушевського і з'єднав би з новим намивним островом посеред Кременчуцького водосховища. Передбачалось, що міст матиме 2 автомобільні смуги по 3,75 м ширини, 2 смуги для руху громадського транспорту по 4 м ширини, розподільчу та запобіжні смуги, 2 тротуари. Загальна ширина мосту — 25 м, а довжина — 1847 м. Передбачалась наявність двох судноплавних прольотів шириною 120 та 140 м і висотою по 16 м кошторис такого мосту склав у цінах 1984 року 117,115 мільйонів карбованців. Але із закінченням брежнєвської епохи проект вмер, а місто почалось розбудовуватись у південно-західному напрямку.
Соколовський Володимир Євсейович, перший міський голова міста Черкаси за незалежної України (1990–1992) мав плани по відродженню проекта, але за відсутністю підтримки верхів та коштів так і не був реалізований. Про відродження проекту повідомляв і канадський мільярдер українського походження Петро Телепівський у 2004 році. Про Черкаси-2 згадували 2001, а також 2009 року, коли був розроблений новий генеральний план міста.